# Rohrrahmen

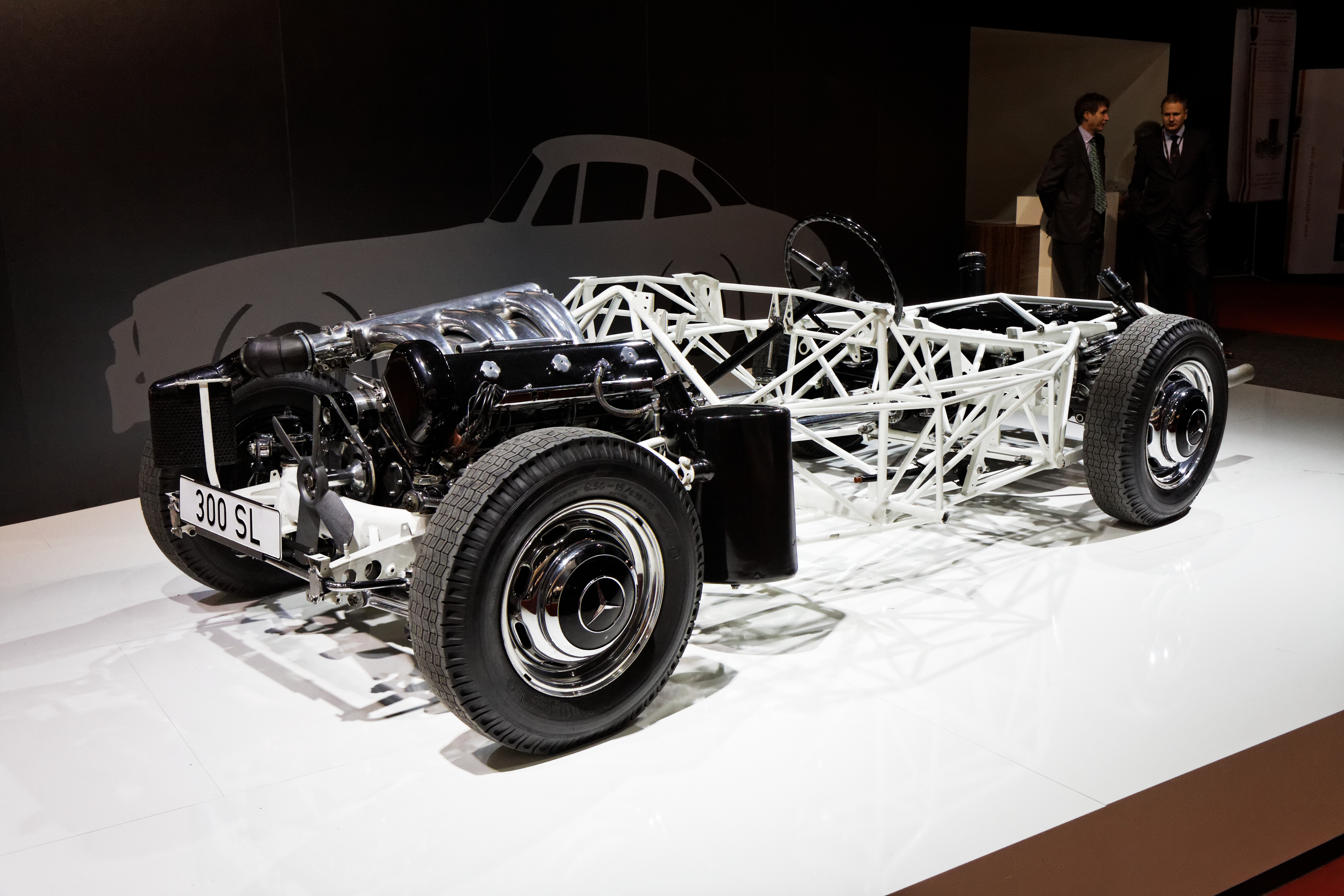
Gitterrahmen des Mercedes-Benz 300 SL Flügeltürers aus dünnen Stahlrohre

Ein Rohrrahmen ist eine tragende Metallkonstruktion aus Rohren.
Rohre haben bei gleicher Zugfestigkeit eine geringere Masse als massive, nicht hohle Profile, weil für die Verformung durch Biegemomente und Torsionsmomente die Fläche des Querschnitts viel wichtiger ist als die Wandstärke.
Zudem verformen sich Rohre unter Belastung weniger als massive Profile.
Als Werkstoffe für Rohrrahmen haben sich Stahl und Aluminiumlegierungen etabliert.

## Beispiele
- Kastenrahmen
- Diamantrahmen
- Gitterrahmen